# Marion Stein
Maria Donata Nanetta Paulina Gustava Erwina Wilhelmine Stein, CBE (18. října 1926 Vídeň – 6. března 2014 North Devon), známá jako Marion Stein, a později sňatkem jako Marion Lascelles, hraběnka z Harewoodu a druhým sňatkem Marion Thorpe, byla v Rakousku narozenou britskou koncertní pianistkou.

## Kariéra
Marion se narodila ve Vídni do židovské rodiny Steinů jako dcera Sofie Bachmannové a hudebníka Erwina Steina. Do Británie přišla těsně před druhou světovou válkou. Navštěvovala Royal College of Music a spřátelila se se skladatelem Benjaminem Brittenem. V roce 1949 jako hraběnka z Harewoodu a s patronátem své tchyně, princezny Marie, se stala správkyní palladiánského Harewood House, severně od Leedsu a vrhla se na pořádání akcí.
V březnu 1950 zorganizovala operou inspirovaný bál na podporu Brittenovy anglické operní skupiny, na kterém vystupoval Frederick Ashton s Moirou Shearer, kteří zatančili balet Façade. V září 1950 oznámila své těhotenství a "plánovala účastnit se každé noci" leedského hudebního festivalu, kde vystupoval Britten. V roce 1961 s Fanny Watermanovou založila Leeds International Piano Competition.

## Osobní život
Marion Stein byla dvakrát vdaná, pokaždé s významnými veřejnými osobnostmi.
Jejím prvním manželem byl George Lascelles, 7. hrabě z Harewoodu, za něhož se provdala 29. září 1949. Seznámili se na Aldeburském Festivalu. Lord Harewood, syn princezny Marie, byl vnukem krále Jiřího V., synovcem králů Eduarda VIII. a Jiřího VI. a bratrancem královny Alžběty II. Marion získala titul hraběnky z Harewoodu. Manželé měli tři syny:
- David Lascelles, 8. hrabě z Harewoodu (21. října 1950)
- James Lascelles (5. října 1953)
- Jeremy Lascelles (14. února 1955)

V roce 1959 začal mít pár vážné manželské problémy. Harewood navázal poměr s houslistkou Patriciou Tuckwellovou, Marion však rozvod odmítala až do roku 1967, kdy Tuckwellová porodila Harewoodovi syna. Jeho nevěra a nové manželství z něj na několik let udělali společenského vyvrhela a trvalo deset let, než ho královská rodina pozvala na nějakou událost.
Marion Stein se podruhé provdala 14. března 1973 za Jeremyho Thorpea, člena parlamentu a vůdce liberální strany. Jeho první manželka Caroline zemřela v roce 1970 při autonehodě. Marion stála za Thorpem během jeho skandálu koncem 70. let. V polovině 80. let byla Thorpovi diagnostikována parkinsonova nemoc. Ke konci života měla Marion problémy s pohybem.
Marion Stein zemřela 6. března 2014 ve věku 87 let. Její druhý manžel ji přežil o devět měsíců a zemřel 4. prosince 2014.
V televizní minisérii Skandál po anglicku ji ztvárnila herečka Monica Dolanová.